# Robert Maynard

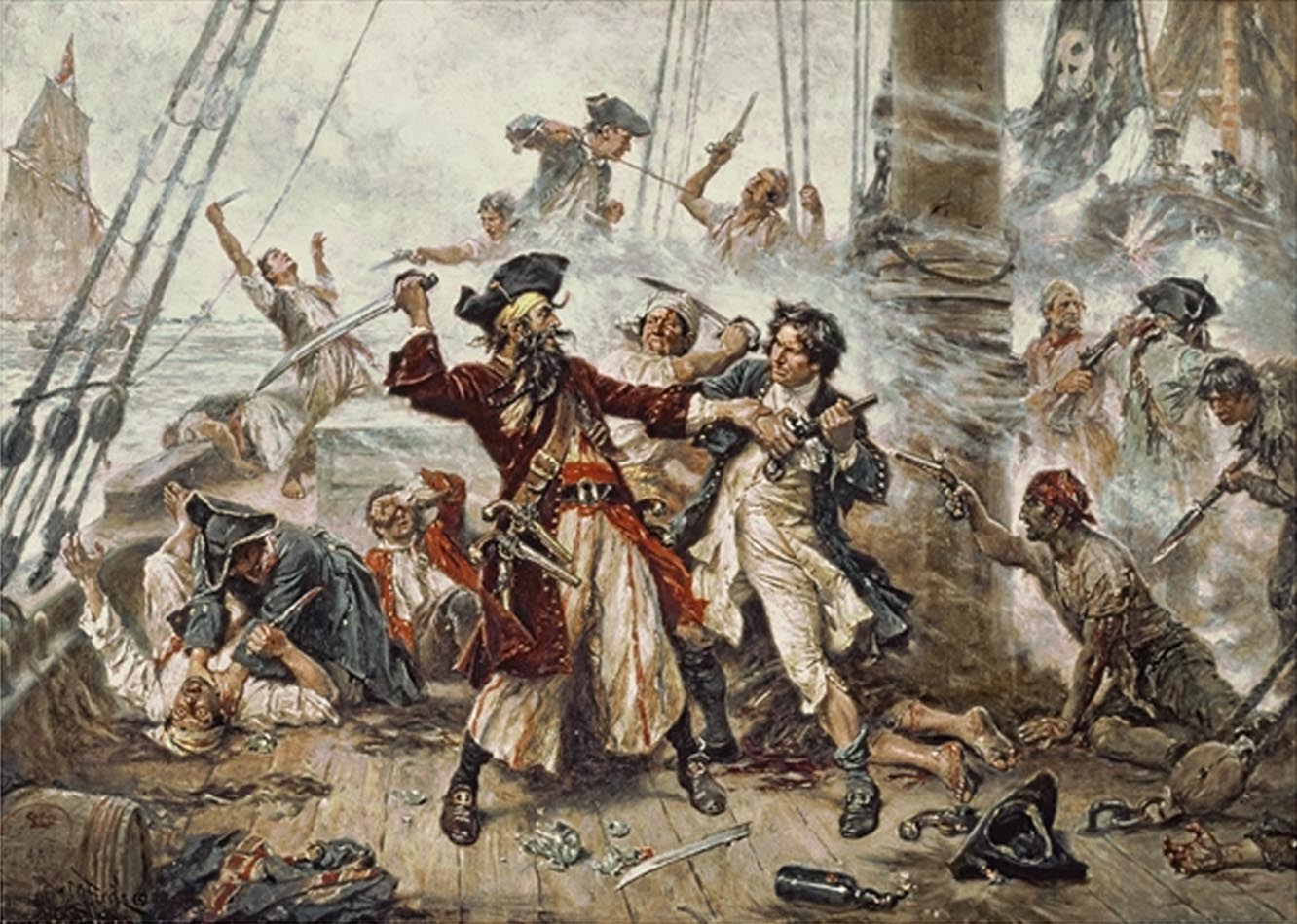
Captura del pirata Barbanegra, de Jean Leon Gerome Ferris

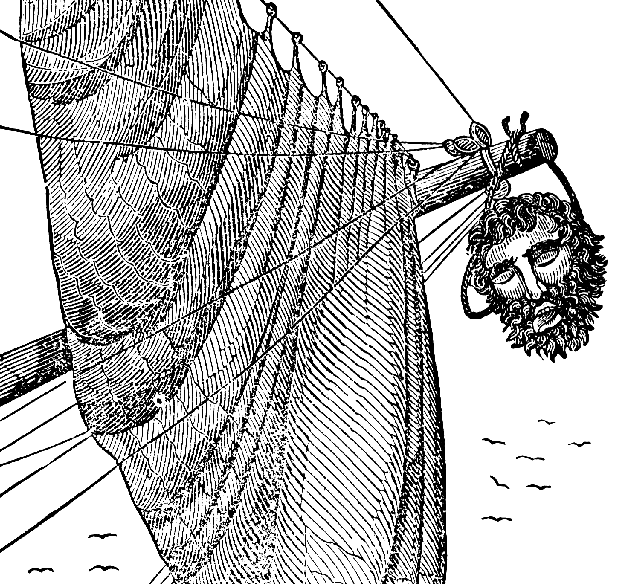
La cabeza decapitada de Barbanegra colgando del mástil de Maynard

Robert Maynard (1684 - 4 de enero de 1751) fue un teniente y más tarde capitán de la Royal Navy británica, famoso por ser quien derrotó y ejecutó al célebre pirata inglés Edward Teach, más conocido como Barbanegra.

## Biografía
A excepción de su duelo con Barbanegra, es muy poco lo que se sabe de la vida de Maynard. Los únicos datos sobre él aparecen cuando el gobernador británico de Virginia, Alexander Spotswood, otorgó a Maynard el mando de dos balandros, el "Ranger" y el "Jane"
Maynard partió de los muelles de Hampton, Virginia, el 19 de noviembre de 1718. Maynard se encontró con Barbanegra en Ocrakocke Inlet, en aguas de Virginia del norte, el 22 de noviembre de 1718. La mayoría de los hombres de Barbanegra se encontraban en tierra en ese momento, y Maynard superaba a los piratas en hombres y armas en una proporción de 3 a 1. Sin embargo la nave de Maynard no poseía cañones, tan solo armas pequeñas, mientras que Barbanegra poseía hasta ocho cañones. No obstante Maynard ocultó a la mayoría de sus hombres bajo la cubierta del barco, con el propósito de engañar al capitán pirata. 
La artimaña surtió efecto. Tras una breve persecución, en la que Maynard ordenó a sus hombres arrojar todo lo que no fuera imprescindible por la borda para aligerar la nave, se situó justo al lado del Venganza de la Reina Ana. Barbanegra lanzó dos ataques sucesivos de cañones, justo después del segundo ataque, Maynard apareció con tan solo un hombre de la tripulación, haciendo creer a los piratas que solo habían quedado ellos con vida.
Confiado, Barbanegra abordó rápidamente el barco, pero nada más poner el pie en él, el capitán Maynard dio la señal a sus hombres, quienes salieron rápidamente a cubierta cogiendo a los piratas totalmente desprevenidos. 
Con todo, el combate fue brutal, Maynard y Barbanegra se enfrascaron en un duelo individual. Primero Maynard disparó a quemarropa a Barbanegra pero esto no detuvo al capitán, quien siguió avanzando y de una estocada partió la espada de Maynard, pero en ese mismo instante otro marinero se arrojó sobre la espalda de Barbanegra, infligiéndole una profunda herida de cuchillo en el costado derecho, momento que Maynard aprovechó para dispararle de nuevo y acabar con su vida definitivamente.
Terminado el combate, Maynard decapitó al pirata, y colgó su cabeza en la proa del barco como señal de triunfo. Una vez regresado a Hampton, la cabeza de Edward Teach, fue clavada en una estaca cerca de la desembocadura del río Hampton, como señal de advertencia a otros Piratas.

## Legado

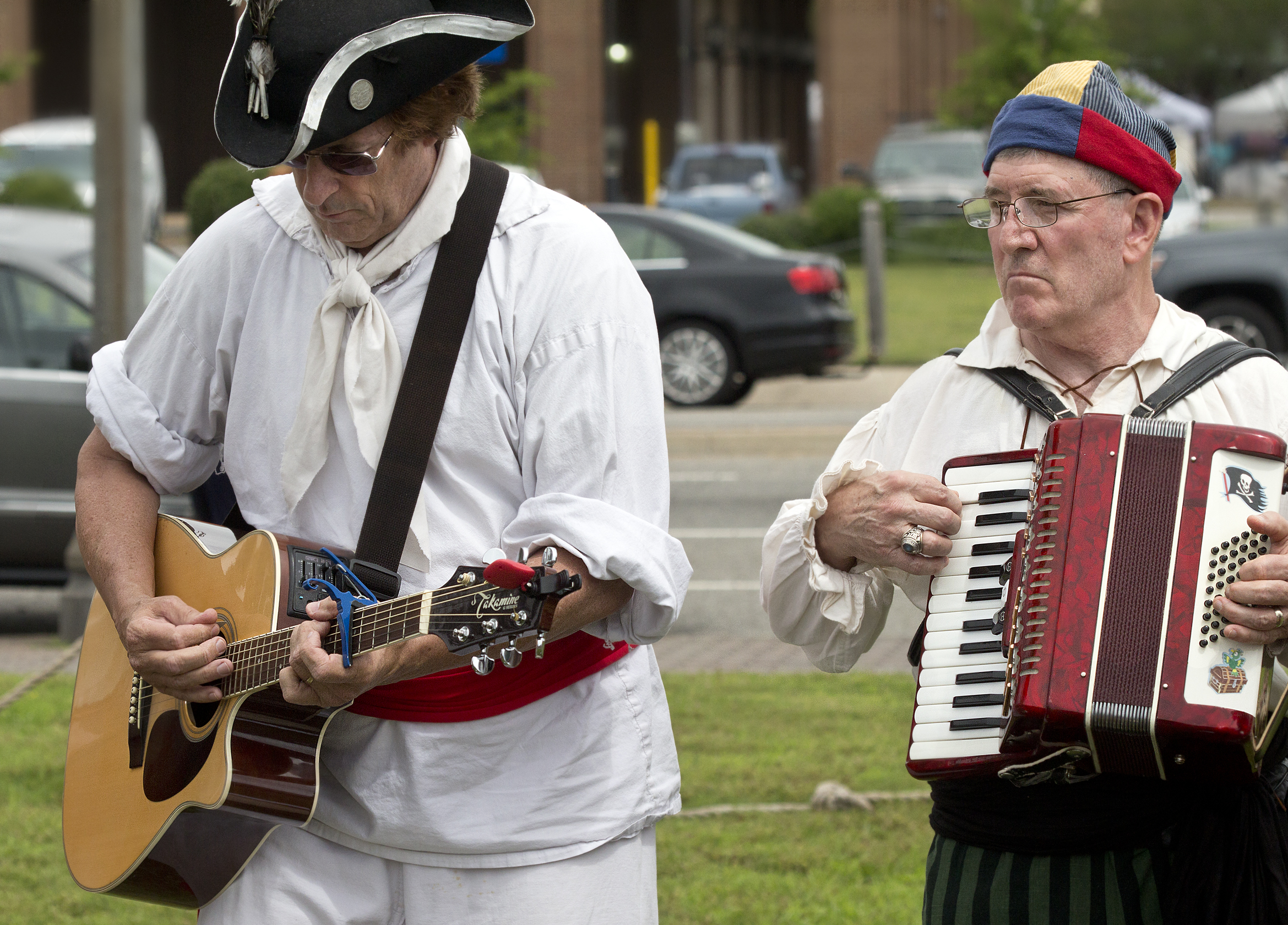
Blackbeard Pirate Festival de 2016, en Hampton, Virginia.

Fallecido el 4 de enero de 1751, Maynard fue enterrado en el cementerio de Great Mongeham, en Kent, sureste de Inglaterra. Dejó un patrimonio de 2000 libras británicas.
El éxito de Maynard todavía es celebrado por sus sucesores, la tripulación del buque HMS Ranger, que conmemoran la derrota de Barbanegra en la reunión anual de la Annual Sussex University Royal Naval Unit, en la que se ofrece una cena la noche del 22 de noviembre para celebrar dicha hazaña.
La ciudad de Hampton también celebra todos los años en el mes de junio una Batalla entre Grandes Veleros en el festival anual "Barbanegra", en el puerto de Hampton.